# Aedes decticus
Aedes decticus é um espécie de mosquito do género Aedes, pertencente à família Culicidae.